# Blang
I Blang (o anche Bulong, in cinese 布朗族 : Bùlǎng Zú) sono un gruppo etnico stanziato prevalentemente nella Repubblica popolare cinese, dove fa parte dei 56 gruppi etnici riconosciuti ufficialmente dal governo. Piccole comunità si trovano anche in Birmania ed in Thailandia.